# Місцеві вибори в Україні 2002
Місцеві вибори в Україні 2002 року — чергові вибори депутатів місцевих рад та сільських, селищних, міських голів України та депутатів Верховної Ради Автономної Республіки Крим, що відбулися 31 березня 2002 року. Проходили одночасно з черговими виборами до Верховної Ради України. Відповідно до українського законодавства є виборами IV скликання представницьких органів місцевого самоврядування в Україні. Явка виборців становила 65,21 %.
Вибори відбувались на підставі законів України № 14/98-ВР «Про вибори депутатів місцевих рад та сільських, селищних, міських голів», ухваленого Верховною Радою 14 січня 1998 року та «Про вибори депутатів Верховної Ради Автономної Республіки Крим», ухваленого 12 лютого 1998 року, із змінами, внесеними напередодні виборів. Вибори, як і попередні, проходили за мажоритарною виборчою системою відносної більшості з різницею, що депутатів сільських, селищних, міських, районних у містах рад, сільських, селищних, міських голів та депутатів Верховної Ради АР Крим обирали в одномандатних виборчих округах, а депутатів районних та обласних рад — у багатомандатних виборчих округах.
Загалом по Україні обиралось понад 230 тисяч депутатів до 12 тисяч рад різних рівнів, 454 міських, 787 селищних та 10 274 сільських голів.